# Даюйлин
Даюйли́н — горный хребет на юго-востоке Китая, в восточной части системы Наньшань. Административно расположен на территории провинции Гуандун и частично Цзянси.
Протяжённость хребта составляет около 100 км; максимальная высота — 1466 м. Крутые склоны прорезаны многочисленными ущельями. Преобладают граниты и известняки, распространены проявления карста. На территории хребта произрастают вечнозелёные субтропические леса. Имеются крупные месторождения вольфрама.